# Lycoperdina succincta
Lycoperdina succincta es una especie de coleóptero de la familia Endomychidae.

## Distribución geográfica
Habita en Europa.